# Brinsmade
Brinsmade is een plaats (city) in de Amerikaanse staat North Dakota, en valt bestuurlijk gezien onder Benson County.

## Demografie
Bij de volkstelling in 2000 werd het aantal inwoners vastgesteld op 29.
In 2006 is het aantal inwoners door het United States Census Bureau geschat op eveneens 29.

## Geografie
Volgens het United States Census Bureau beslaat de plaats een oppervlakte van
0,6 km², geheel bestaande uit land. Brinsmade ligt op ongeveer 476 m boven zeeniveau.

## Plaatsen in de nabije omgeving
De onderstaande figuur toont nabijgelegen plaatsen in een straal van 28 km rond Brinsmade.